# Pachnephorus moseykoi
Pachnephorus moseykoi – gatunek chrząszcza z rodziny stonkowatych i podrodziny Eumolpinae.

## Taksonomia
Gatunek ten opisany został po raz pierwszy w 2007 roku przez Stefana Zoię. Jako lokalizację typową wskazano Sarh w regionie Region Szari Środkowe na południu Czadu. Epitet gatunkowy nadany został na cześć koleopterologa, Aleksieja Mosejki.

## Morfologia
Chrząszcz o ciele długości od 2,3 do 3,3 mm. Ubarwienie ma błyszczące, niemetaliczne, ciemnobrązowe z rudobrązowymi głaszczkami i czułkami. Głowa ma na regularnie wypukłym czole płytką bruzdkę podłużną. Powierzchnia czoła jest punktowana, miejscami delikatnie mikrosiateczkowana, porośnięta białymi, a w dwóch kropkach jasnobrązowymi łuskami o długości od 3 do 4 razy większej niż szerokość i wcięciu sięgającym do ⅓ długości. Nadustek ma delikatne punkty, a po bokach opatrzony jest kilkoma szczecinkami. Niewiele szersze niż długie przedplecze ma umiarkowanie grubo i gęsto punktowaną powierzchnię oraz nabrzmiałe w odsiebnych ⅓ boki. Na bokach przedplecza występują białe i brązowe, od 2,5 do 3 razy dłuższe niż szerokie łuski, rozdwojone do ⅓ swej długości. Na dysku przedplecza łuski są co najmniej 4 razy dłuższe niż szerokie. Pokrywy są półtora raza dłuższe niż szerokie, w nasadowej ⅓ wciśnięte, o bokach w początkowych ⅔ równoległych do słabo zakrzywionych, a dalej równomiernie zakrzywionych ku wierzchołkom. Rzędy są grubo punktowane, opatrzone białymi szczecinkami. Międzyrzędy są wypukłe, węższe niż punkty rzędów, zaopatrzone w czterokrotnie dłuższe niż szerokie, rozdwojone maksymalnie do ⅓ długości łuski. Podgięcia pokryw są szerokie i mają pojedynczy szereg białawych szczecinek. Epimery przedtułowia są silnie punktowane, w odsiebnych narożach mające kilka białawych szczecinek. Epimery śródtułowia są całkiem nagie. Epimery zatułowia są wąskie, zaopatrzone w pojedynczy szereg punktów, z których każdy ma jedną białawą szczecinkę. Zapiersie porastają po bokach białe, rozdwojone szczecinki, a pośrodku białe włoski. Na odnóżach występują białawe, rozdwojone szczecinki. U samców przednia para odnóży ma stopy zwieńczone dwoma pazurkami, z których wewnętrzny jest rozdwojony, a zewnętrzny pojedynczy.

## Występowanie
Gatunek afrotropikalny, znany z Senegalu, Gambii, Gwinei Bissau, Sierra Leone, Mali, Czadu, Sudanu, Etiopii, Ghany i Konga.